# Love Like This (Natasha Bedingfield)
Love Like This è un brano musicale della cantante pop Natasha Bedingfield in duetto con Sean Kingston, pubblicato il 2 ottobre 2007 come primo singolo estratto dall'album Pocketful of Sunshine, uscito a gennaio 2008.

## Classifiche
| Classifica (2007-08) | Massima posizione |
| -------------------- | ----------------- |
| Australia            | 77                |
| Canada               | 9                 |
| Germania             | 33                |
| Irlanda              | 34                |
| Nuova Zelanda        | 5                 |
| Regno Unito          | 20                |
| Romania              | 91                |
| Stati Uniti          | 11                |